# Delfinove, Uleanovka
Delfinove (în ucraineană Дельфінове) este un sat în comuna Lozuvata din raionul Uleanovka, regiunea Kirovohrad, Ucraina.

## Demografie
Componența lingvistică a localității Delfinove
     Ucraineană (94%)
     Română (5%)
     Alte limbi (1%)
Conform recensământului din 2001, majoritatea populației localității Delfinove era vorbitoare de ucraineană (94%), existând în minoritate și vorbitori de română (5%).